# Wassyl Patschowskyj

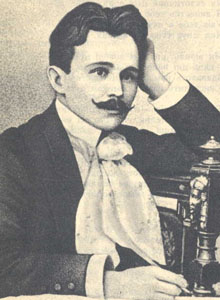
Wassyl Patschowskyj

Wassyl Mikolajowytsch Patschowskyj (* 12. Januar 1878 in Schulytschi, Galizien, Österreich-Ungarn; † 5. April 1942 in Lemberg, Generalgouvernement) war ein galizisch-ukrainischer Schriftsteller/Dichter, Gymnasiallehrer, Universitätsdozent, Philosoph und Historiker.
Seine wichtigsten Werke sind Verstreute Perlen (1901), Auf der Wegscheide (1907), Mein Dornfeuer für Lada und Marena (1913), dramatische Werke wie Der Traum einer ukrainischen Nacht (1902), Die Ruinensonne (1909).

## Leben
Wassyl Patschowskyj wurde am 12. Januar 1878 in Schulytschi in der heute ukrainischen Oblast Lwiw geboren. Der Vater war ein Dorfpfarrer und Patriot, seine Mutter Maria stammte aus einer Familie in der es ebenfalls viele Priester gab. Ab 1886 besuchte Patschowskyj die Schule und wechselte 1889 auf die polnische Schule in Solotschiw. Nachdem sein Vater 1891 gestorben war, musste die Familie oft hungern.
Er studierte Medizin an der Universität Lemberg sowie Geschichte an der Universität Wien und unterrichtete nach seinem Studienabschluss 1909 in unterschiedlichen Gymnasien, wie z. B. im Gymnasium Uschhorod in Transkarpatien und in Galizien an den Gymnasien Lemberg und Przemyśl.
Im Jahr 1900 erschienen Patschowskyjs erste Gedichte. 1906 war er einer der Gründer der modernen Dichtergruppe „Junge Muse“. Mitstreiter waren u. a. Bohdan Lepkyj, Petro Karmanskyj, Mychajlo Jackiv und Stepan Čarnetsky. Sie forderten das „Recht auf rein ästhetische und individuelle Motive [wie] Einsamkeit, enttäuschte Liebe, Sehnsucht, Eitelkeit des Lebens“. Strömungen wie der Realismus, die die Kunst im Dienste der Gesellschaft und der Politik sahen wurden abgelehnt. Ziel der „Jungen Muse“ war außerdem „die ukrainische nationale Tradition mit den neuen europäischen literarischen Tendenzen zu vereinen“. Die Gruppe löste sich bereits 1909 auf, da sie wegen ihres Anspruches auf reine Ästhetik vom zeitgenössischen Publikum wenig geschätzt und außerdem von renommierten Realisten wie Iwan Franko und Serhij Jefremov stark kritisiert wurde. In der Kritik stand allerdings nicht das literarische Talent der Mitglieder der „Jungen Muse“, sondern vielmehr ihre angebliche Verweigerung, sich mit ihrer Literatur aktiv für den entstehenden Nationalstaat einzusetzen.
Trotz Patschowskyjs Anspruch auf reine Ästhetik der Literatur war auch er ein Patriot und fühlte sich sehr verbunden mit der Ukraine, wie Werke wie Ukrajinci, jak Narod (1917), Istorija Podkarpats’koji Rusy (1920–22) und Istorija Zakarpattja (1945) zeigen. Die Idee der Wiederbelebung des ukrainischen Staates findet sich vor allem in seinen Dramen, wie z. B. Der Traum einer ukrainischen Nacht (1903) und Die Ruinensonne  (1909). Dass er sich einen unabhängigen und vereinten Staat Ukraine wünschte, zeigte sich weiterhin in seinem Engagement während des Ersten Weltkrieges, als Kulturrepräsentant der Die Union für die Befreiung der Ukraine (Soiuz Vyzvolennia Ukrajiny). Dies war eine Organisation bestehend aus ukrainischen Emigranten des russischen Imperiums, die sich während des Ersten Weltkrieges in Österreich-Ungarn und Deutschland niederließ. Ihre Mitglieder waren vor allem Sozialisten aus der Zentralukraine, welche nach Österreich geflohen oder deportiert worden waren. Ihr Anspruch war es die Ukrainer zu repräsentieren, die sich unter russischer Herrschaft befanden. Sie versuchten den Krieg gegen Russland dazu zu nutzen, einen unabhängigen ukrainischen Staat mit einer Konstitutionellen Monarchie und demokratischen Strukturen zu bilden. Zu diesem Zeitpunkt war die Ukraine noch in Ostukraine unter russischem Einfluss und Westukraine unter österreichischem Einfluss geteilt.
1915–1918 lehrte Patschowskyj Ukrainern im österreichischen Gefangenenlagern Geschichte und Ukrainisch. Dies war Teil des deutschen Programmes zur Stärkung des ukrainischen Nationalgefühls, um damit den militärischen Gegner Russland zu schwächen.
Auch war er im Laufe seines Lebens an der Redaktion und Herausgabe mehrerer Zeitungen beteiligt, wie z. B. das mit der Gruppe „Junge Muse“ herausgegebenen Magazins „Svit“ (Die Welt), die während seines Militärdienstes in der ukrainisch-galizischen Armee (1918–19) erschienenen Zeitung „Strilec’“ (Der Schütze), und die Zeitschrift „Narod“ (Das Volk) in den 20er Jahren.
Seit 1941 lehrte er ukrainische Sprache an der Universität Lemberg.
Patschowskyj erfror, während des Zweiten Weltkrieges am 5. April 1942 in Lemberg.

## Werke
- Нарис історії мініатюри по рукописям (A Survey of the History of Illuminations). Peremyšl’, 1913
- Українці, як народ (Ukrainer als Nation). New York, 1917
- Історія Подкарпатської Руси, т. 1—2 (History of Subcarpathian Rus’). Ušhorod, 1920–22
- Світова місія України. (Svitova micija Ukrajihy) Peremyšl’, 1933
- Іван Мазепа, життя й діяльність. (Ivan Mazepa, žyttja j dijal’nict’) Lemberg, 1937
- Срібна земля: Тисячоліття Карпатської України: Нарис історії з мапою (The Silver Land: A Millennium of Carpathian Ukraine). Lemberg, 1938
- Історія Закарпаття (History of Transcarpathia). München, 1945
- Конструктивні ідеї державності та космічна місія української нації «Український світ». (Konstruktyvni ideji deršavnosti ta kosmična misija ukrajinc’koji haciji) 1945, № 1/3
- Зібрані твори, т. 1-2 (Collected Poetic Works). Philadelphia – New York – Toronto, 1985
- В пам'ять гетьмана Івана Мазепи і битви під Полтавою. (V pam'jat hetmana Ivana Mazepy i bytvy pid Poltavoju)

(Anmerkung: Englische Titel aus Internet Encyclopedia of Ukraine)

### Sammlungen
- Розсипані перли (Verstreute Perlen). 1901
- На стоці гір (On the Mountain Slopes). 1907
- Ладі та Марені терновий огонь мій (Mein Dornfeuer für Lada und Marena). 1913

### Dramen
- Сон української ночі (Der Traum einer Ukrainischen Nacht). 1903
- Сонце Руїни (Die Ruinensonne). 1909
- Сфінкс Європи (The Sphinx of Europe). Lemberg, 1914
- Роман Великий (Prince Roman the Great). Lemberg, 1918
- Гетьман Мазепа (Het’man Mazepa). Peremyšl’, 1933

## Sekundärliteratur
- Anna-Halja Horbatsch: Die ukrainische Literatur entdecken. Ein deutsch-ukrainisches Lesebuch mit kultur- und literaturhistorischen Prosatexten. Brodina, Reichelsheim 2001, ISBN 3-931180-13-1. S. 50.
- Anna-Halja Horbatsch: Die Ukraine im Spiegel ihrer Literatur. Dichtung als Überlebensweg eines Volkes. Beiträge. Brodina, Reichelsheim 1997, ISBN 3-931180-04-2. S. 39, 50.
- Dmytro Čyževs’kyj, George S. N. Luckyj: A History of Ukrainian Literature. From the 11th to the End of the 19th Century with An Overview of the Twentieth Century. Ukrainian Academic Press, Englewood 1975. S. 618, 689–693.
- Академiя Наук Української РСР: Iсторiя Української Лiтератури. Том П’ятий/Шостий. Наукова Думка, Киiв 1968. (Akademija Hauk Ukrajins’koji RSR: Istorija Ukrajins’koji Literatury. Tom P’’jatyj/Šostyj. Naukova Dumka, Kyiv 1968)
- Jurij Kossatsch: Ukrainische Literatur der Gegenwart. Ukrainische Kultur, Regensburg 1947. S. 12.